# PL-9
Die PL-9 ist eine infrarotgelenkte chinesische Kurzstrecken-Luft-Luft-Rakete der dritten Generation.

## Geschichte
Die Entwicklung der PL-9 begann 1986 parallel zur Entwicklung der technisch vergleichbaren PL-8 und baut auf den Vorgängermodellen PL-5 und PL-7 auf. Die Tatsache, dass sich China die Entwicklung zweier sehr ähnlicher Lenkwaffen geleistet hat, ist vermutlich der Tatsache geschuldet, dass das Abkommen zur Lizenzproduktion der israelischen Python-3 als Basis der PL-8 den Export der Waffe untersagte, so dass der Infrarotsucher der PL-8 in ein Flugwerk heimischen Entwurfs eingebaut wurde. Auf dem Exportmarkt wird die PL-9 seit 1989 angeboten; es kam bislang aber zu keinem Geschäft. Es steht – wenn überhaupt – nur eine geringe Zahl Luftkampf-Flugkörper im heimischen Dienst.
Auf Basis der PL-9 entstand bei der „Beifang Industrial Company“ eine Boden-Luft-Rakete, die das erste Mal öffentlich bei der Pariser Luftfahrtschau 1991 vorgeführt wurde und von der in der danach verbesserten Version PL-9C (oder auch DK-9) eine geringe Zahl in den Dienst der chinesischen Luftverteidigung gestellt sowie ebenfalls erfolglos auf dem Exportmarkt angeboten wurde.

## Technische Daten
Äußerlich ist die PL-9 der Python-3 ähnlich, besitzt aber nur rund ein Drittel der Reichweite der israelischen Waffe und unterscheidet sich bei Art und Anordnung der Steuerflächen, die eher der Anordnung an der amerikanischen AIM-9 Sidewinder ähneln. Die Lenkung der PL-9 funktioniert auf ähnliche Art und Weise wie bei der Sidewinder mit Steuerflächen vorne und das Rollen steuernde Massen in den Heckflossen.
Sie besitzt einen mit flüssigem Stickstoff gekühlten Infrarotsuchkopf, der die Zielerfassung aus jeder Richtung ermöglicht.